# Busverkehr auf La Palma
Der Öffentliche Personennahverkehr auf der Kanarischen Insel La Palma stützt sich auf die von Transportes Insular La Palma S. Coop. betriebenen Omnibuslinien. Die Linienbusse werden hier, wie auch auf den anderen Kanarischen Inseln, als Guagua bezeichnet.

## Geschichte
1975 gründeten die Arbeiter des Unternehmens Transportes del Norte de La Palma S.A. eine Arbeitergenossenschaft mit dem Ziel, das Unternehmen zu übernehmen. 1977 nahmen sie ihre Arbeit auf. Die ersten Schritte wurden mit der Personenbeförderung in Garafía unternommen, gefolgt von der Schülerbeförderung. Im Jahr 1991 übernahm die Genossenschaft die Süd-West-Linie und erhielt im Januar 1992 offiziell den Zuschlag für den gesamten Personenlinienverkehr auf der Insel.

## Liniennetz
Derzeit (Stand: Oktober 2022) gibt es 21 Linien. Nachdem der Busverkehr über mehrere Jahre deutlich ausgebaut worden war, wurde im Zuge der Wirtschaftskrise mit einer Fahrplanänderung Ende 2012 die Bedienung auf einigen Linien wieder erheblich reduziert. Gleichzeitig wurden die Bezeichnungen der einzelnen Linien geändert. Die Nummerierung orientiert sich grob an der Bezeichnung der Hauptverkehrsstraßen, denen die einzelnen Linien folgen. So folgt beispielsweise die Linie 200 der Landstraße   LP-2  von Santa Cruz de La Palma in den Inselsüden nach Fuencaliente, die Linie 300 der Landstraße  LP-3  von Santa Cruz über El Paso nach Los Llanos de Aridane. Weitere wichtige Linien sind die Linie 100 von Santa Cruz in den Inselnorden (Barlovento), fortgesetzt mit den Linien 120 und 110 nach Los Llanos ( LP-1 ) und die Linie 500 von Santa Cruz über den Touristenort Los Cancajos zum Flughafen ( LP-5 ).
Die meisten Linien fahren im Zwei-Stunden-Takt, diejenigen mit höheren Fahrgastzahlen stündlich bzw. halbstündlich. An Samstagen, Sonntagen und Feiertagen sowie in fahrgastarmen Zeiten werden diese Takte oft ausgedünnt. Bei besonderen Ereignissen (z. B. Día de Los Indianos) werden die regulären Fahrpläne einiger Linien ausgesetzt, die Busse fahren dann nach Bedarf.
Sowohl in urbanen wie auch in ländlichen Bereichen liegen die Haltestellen oft nur wenige hundert Meter auseinander. Wo dies nicht der Fall ist, z. B. in sehr dünn besiedelten Bereichen, halten die Busse in der Regel auch auf Wunsch bzw. Zeichen des Fahrgastes zwischen den Haltestellen.
Die Abfahrtzeiten werden im Fahrplan –  selbst für Haltestellen in größeren Orten – oft nur als Richtwert angegeben. An den Haltestellen, die mit Wartehäuschen ausgestattet sind, hängen in der Regel Tafeln mit Informationen, anhand derer man die Abfahrtzeiten abschätzen kann.
Der Flughafen ist nur mit der Hauptstadt verbunden, dort ist Umsteigen in viele Richtungen möglich. Der Bus 500 fährt 1/2 stündlich, außer vormittags an Sonn- und Feiertagen sowie außer nachmittags an Samstagen, Sonntagen und Feiertagen. Etwas ungeschickt schließt der wichtige Bus nach Los Llanos in St. Cruz an: dort muss man mindestens 25, oft aber 55 Minuten warten. Solche Abstimmungen fehlen.

## Tarif

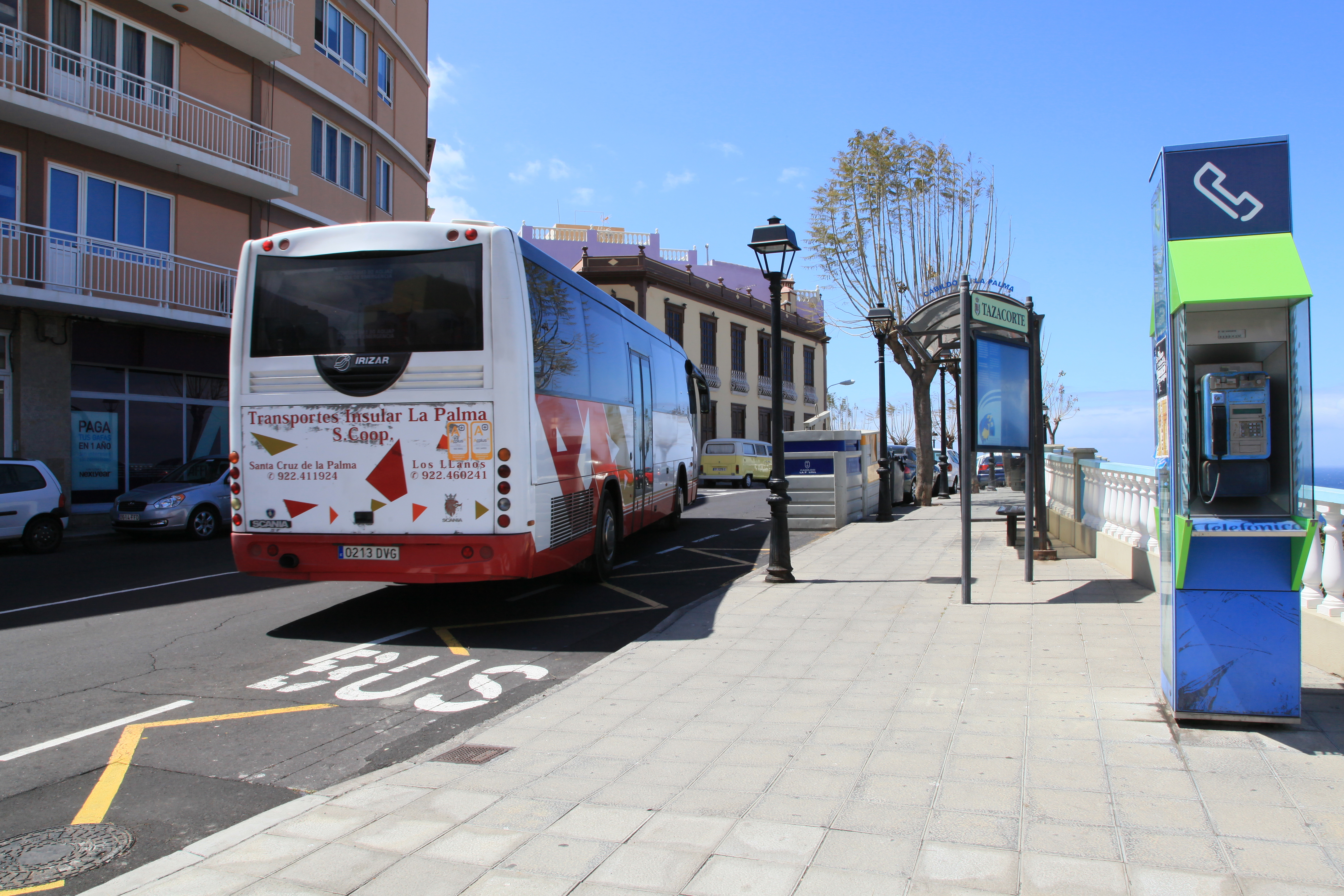
Linienbus verlässt die Haltestelle an der Avenida de la Constitución in Tazacorte

Jede Fahrt ist einzeln zu bezahlen, d. h. beim Umsteigen muss ein neues Ticket gekauft werden.
Es gibt drei Tarife, einen für Fahrstrecken bis 10 Kilometer, einen für solche bis 20 Kilometer und einen für Strecken darüber, die Preise betragen 1,50 € bzw. 2,40 € bzw. 2,60 €  (Stand April 2023). Rabatte waren bis 2019 durch eine Bonobus/Tarjeta genannte kontaktlose Chipkarte möglich.